# Idiops pungwensis
Idiops pungwensis là một loài nhện trong họ Idiopidae.
Loài này thuộc chi Idiops. Idiops pungwensis được William Frederick Purcell miêu tả năm 1904.